# Leichhardt River East Branch
Der Leichhardt River East Branch ist ein Fluss im Nordwesten des australischen Bundesstaates Queensland.

## Namensherkunft
Wie der Leichhardt River ist der Fluss nach dem deutsch-australischen Forscher Ludwig Leichhardt (1813–1848) benannt.

## Geografie
Der Leichhardt River East Branch entspringt an den Nordhängen des Black Mountain, eines Berges südöstlich von Mount Isa, und fließt nach Norden durch unbesiedeltes Gebiet. Er unterquert den Barkly Highway östlich von Mount Isa und mündet circa 20 Kilometer nördlich des Highways in den Leichhardt River.

### Nebenflüsse mit Mündungshöhen
Der Leichhardt River hat folgende Nebenflüsse:
- Rocky Creek – 373 m
- Brumby Creek – 364 m
- Charley Creek – 311 m
- Hutchinson Creek – 283 m

### Stauseen
Er durchfließt folgende Stauseen:
- Lake Mary Kathleen – 364 m